# Holcobius hawaiiensis
Holcobius hawaiiensis là một loài bọ cánh cứng thuộc họ Ptinidae.